# Jaunay-Clan
Jaunay-Clan foi uma comuna francesa na região administrativa da Nova Aquitânia, no departamento de Vienne. Estendia-se por uma área de 27,48 km². Em 2010 a comuna tinha 7 842 habitantes (densidade: 285,4 hab./km²).
Em 1 de janeiro de 2017, passou a fazer parte da nova comuna de Jaunay-Marigny.